# نوكلياز

أحد الطرق التي يفصل بها انزيم النيوكلييز حسب الللون الأحمر

نوكلياز أو نيوكلييز(بالإنجليزية: Nuclease)‏ هو انزيم يحفز على تحلل حمض نووي ريبوزي منقوص الأكسجين بواسطة فك الروابط الموجودة بين النيوكليوتيدات المتجاورة.

## الوظيفة
يقوم نوكلياز على الشق والسندات سلسلة فسفودیستر(phosphodiester) بين مفارز النوكليوتيدات المتجاورة في الأحماض النووية. المنشورات القديمة قد تستخدم مصطلحات مثل «بولي نوكليوتيداز». وتنقسم عادة إلى مزيد من نوكلياز داخلية (endonucleases)و نوكلياز خارجية(exonucleases)، وبالرغم من أن بعض الإنزيمات قد تقع في كلتا الفئتين.فان النوكلياز المعروفة هي ديوكسي ريبونيوكلياز وريبونوكلياز.

## التاريخ
في أواخر عام 1960، قدم العالمان ستيوارت لين وفيرنر أربر أمثلة معزولة من هذين النوعين من الانزيمات المسؤولة عن تقييد النمو الفج في بكتيريا الإشريكية قولونية (E. كولاي). حيث أضافوا أحد هذه الإنزيمات ل مجموعة الميثيل إلى الحمض النووي، لتوليد الحمض النووي ميثليته، في حين أن غيرها من الحمض النووي المثيلوم المشقوق في مجموعة متنوعة واسعة من المواقع على طول جزيء. كان يسمى النوع الأول من انزيم ميثيليس " methylase "والنوع الثاني ب«إنزيمات الاقتطاع». وكانت هذه الأدوات الأنزيمية مهمة حيث أن العلماء الذين كانوا متجمعين الأدوات اللازمة ل«قص ولصق» جزيئات الحمض النووي. كانت هذه أداة من شأنها أن تقطع الدنا في مواقع محددة، وليس في مواقع عشوائية على طول الجزيء، لكي يتمكن العلماء من قطع جزئيات الحمض النووي بطريقة يمكن التنبؤ بها وقابلة للتكرار.

## أهميته
تظهر أهميته القصوى في عملية نسخ DNA اثناء تكاثر الخلايا الحية في الكائنات الحية، وبدون عملية الفصل التي يقوم بها هذا الانزيم فإن هذا ممكن يسبب موت الكائن الحي.

## وصلات اضافية
- Examples of Restriction Enzymes Chart
- Restriction Enzyme Action of EcoRI
- Enzyme glossary
- Nucleases (Main source of the page...)